# Jan Kopcewicz
Jan Józef Kopcewicz (ur. 3 marca 1940 w Brzyskach) – polski biolog specjalizujący się w fizjologii roślin.

## Życiorys
W 1956 roku ukończył II Liceum Ogólnokształcące w Toruniu i podjął studia biologiczne na Uniwersytecie Mikołaja Kopernika. Specjalizował się w fizjologii roślin, wykładanej przez Mariana Michniewicza. W 1961 roku, po ukończeniu studiów został zatrudniony na stanowisku asystenta w Zakładzie Fizjologii Roślin. Stopień doktora uzyskał na UMK w 1968 roku, tematem jego rozprawy doktorskiej były Studia nad endogennymi giberelinami i inhibitorami wzrostu w rozwoju sosny zwyczajnej (Pinus silvestris L.), a promotorem Marian Michniewicz. Stopień doktora habilitowanego uzyskał w 1972 roku na podstawie rozprawy Studia nad fizjologiczną rolą hormonów estrogennych w procesach wzrostu i rozwoju roślin. Tytuł profesora nauk biologicznych otrzymał w 1980 roku, a profesora zwyczajnego w 1991. Odbywał staże naukowe w Michigan State University (1974-1975), Cornell University (1977-1978); uzyskał także stypendium Ministra Rolnictwa Stanów Zjednoczonych w US Departament Agriculture Belsville (1986-1987).
Brał udział w pracach badawczych nad rolą fitochromu i naturalnych regulatorów wzrostu w kontroli fotoperiodycznej indukcji kwitnienia.
W latach 1976–1879 kierował Pracownią Biologii Roślin Uprawnych, a od 1981 do 2003 roku Pracownią Fotobiologii. Pełnił funkcję kierownika Zakładu Botaniki Ogólnej (1987-1991), Zakładu Fizjologii i Morfogenezy Roślin (1991-2003) oraz Zakładu Fizjologii i Biologii Molekularnej Roślin (od 2003 roku).
Przez cztery kadencje piastował funkcję rektora Uniwersytetu Mikołaja Kopernika: w latach 1982–1984, 1987–1990 oraz 1999–2005. W latach 1981–1982 był prorektorem tej uczelni, a od 1996 do 1999 i od 2005 do 2008 roku dziekanem Wydziału Biologii i Nauk o Ziemi.
Jest członkiem Komitetu Fizjologii, Genetyki i Hodowli Roślin Polskiej Akademii Nauk. Ponadto od 1970 roku jest członkiem Towarzystwa Naukowego w Toruniu oraz Polskiego Towarzystwa Botanicznego i Polskiego Towarzystwa Biochemicznego.
19 lutego 2011 wyróżniony przez Uniwersytet Mikołaja Kopernika – Convallaria Copernicana za wybitny wkład naukowy lub szczególne zasługi dla rozwoju uczelni. Obecny prezes Towarzystwa Naukowego w Toruniu. Ojciec Grzegorza, lidera grupy Butelka.

## Publikacje
- Fitochrom i morfogeneza roślin (1992, wraz z Andrzejem Tretynem i Mariuszem Cymerskim, ISBN 83-01-10933-5)
- Podstawy fizjologii roślin (1998, redakcja pracy zbiorowej, ISBN 83-01-12566-7)
- Fizjologia roślin: wprowadzenie (2009, współautor, ISBN 978-83-01-15969-6)

## Nagrody i odznaczenia
- Odznaka Honorowa za Zasługi dla Województwa Kujawsko-Pomorskiego (2005)[2]
- Medal im. Władysława Szafera (2013)[3]